# Ослепление Самсона (картина)
Ослепление Самсона — картина голландского художника Рембрандта, написана в 1636 году. Также встречается название — «Ослепление Самсона филистимлянами». За основу был взят сюжет из Ветхого Завета (Книга Судей, XVI, 4-21). На данный момент картина является частью экспозиции Штеделевского художественного института во Франкфурте-на-Майне.

## История создания
Идея отображения в живописи библейской сцены о Самсоне была не нова и до Рембрандта она была реализована в творчестве Тинторетто, Лукаса Кранаха (Старшего), Рубенса. Однако, Хаарменс ван Рейн решил нарисовать картину, где история о Самсоне была бы раскрыта с нового ракурса. Приступая к реализации задуманного, Рембрандт берёт за основу самый трагичный момент — ослепление главного героя. Центральной сценой картины является момент, когда стражники со всех сторон окружили Самсона и выкалывают ему глаза, а Далила пускается в бег с прядями его волос. С помощью затемнения краев и использования светлых тонов краски при написании одежды главного героя Рембрандт добивается концентрации внимания на главном герое в момент его ужаса и беспомощности. Автор преследует цель передать жестокость ситуации и вызвать содрогание благодаря мелким деталям, таким как: полное иронии лицо Далилы, безразличные и сконцентрированные глаза стражников, стиснутые зубы Самсона, что выражает терпение боли через силу. Исследователи творчества Рембрандта выдвинули предположение, согласно которому художник рисовал две картины «Ослепление Самсона» и «Даная» одновременно, после чего преподнес их в дар Константину Хейгенсу — личному секретарю штатгальтера Фредерик-Генриха Оранского. Именно после этого Рембрандту поступает множество заказов.

## Сюжет картины
Самсон был библейским героем и защитником еврейского народа от филистимлян. С детства был наделён большой силой. За причинённые убытки и постоянную угрозу для своих жизней филистимляне направляют все усилия на то, чтобы устранить Самсона. Узнав, что у него есть любовница-филистимлянка Далила, они подговаривают последнюю, чтобы она узнала, в чём заключается его огромная сила. Лишь с четвёртой попытки Далила узнала, что источник силы — это волосы, которые нельзя остригать. Ночью пришли стражники и лишили спящего Самсона волос, после чего связали и выкололи ему глаза.